# Eugène-François Vidocq
Eugène-François Vidocq (ur. 23 lipca 1775 w Arras, zm. 11 maja 1857 w Paryżu) – francuski awanturnik i złodziej, który utworzył dział kryminalistyki we francuskiej policji (fr. Sûreté Nationale) i został jego pierwszym kierownikiem. Kierował również pierwszym na świecie prywatnym biurem detektywistycznym. Jest uważany za ojca francuskiej policji kryminalnej, za pierwszego prywatnego detektywa oraz za wzór postaci niestrudzonego policjanta Javerta, jednego z bohaterów powieści Nędznicy Wiktora Hugo.

## Życiorys
Vidocq urodził się w rodzinie bogatych piekarzy w Arras. Od dziecka był zainteresowany szermierką. W wieku 13 lat ukradł rodzicom srebrne sztućce, zaś pozyskane z ich sprzedaży pieniądze wydał w ciągu jednego dnia. Ojciec, dowiedziawszy się o postępku syna, doniósł policji, co poskutkowało wyrokiem 10 dni więzienia. Młody Eugène zaledwie rok później ponownie okradł rodziców – za pozyskaną gotówkę kupił bilet na statek z flamandzkiej Ostendy do Ameryki. Do Ameryki nie dotarł, gdyż padł ofiarą złodziei portowych. Starał się zarabiać jako komediant, jednak nie odniósłszy sukcesu wrócił do rodziny.
W wieku 16 lat wstąpił do wojska i zyskał sławę jako mistrz pojedynków – w ciągu niecałych trzech lat wygrał 15 starć. Nie stronił także od nielegalnych rozrywek, za które odbył wyrok 14 dni więzienia. Po wypowiedzeniu wojny Holandii przez Francję w 1792 roku walczył pod Valmy. Za zasługi uzyskał awans na kaprala grenadierów. Podczas świętowania wyzwał na pojedynek oficera, za co trafił przed sąd wojskowy. Zbiegł z pułku, zaś władze wojskowe rozpoczęły pościg za dezerterem.

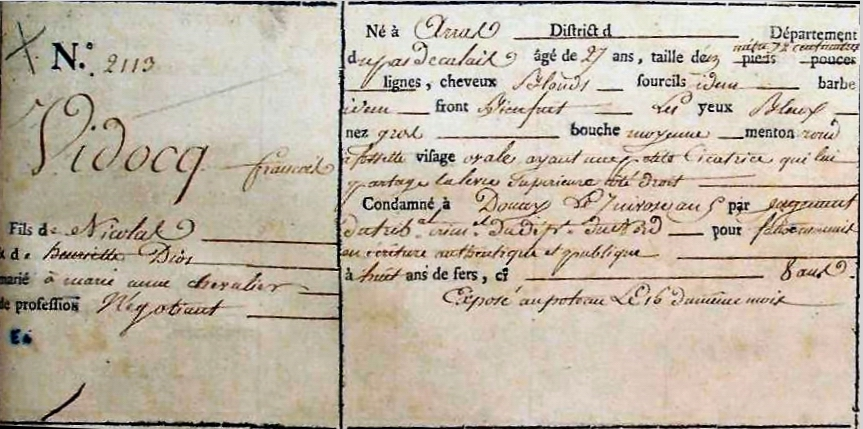
Dokument skazania Vidocqa na 8 lat więzienia za fałszerstwo

W wieku 18 lat powrócił do Arras, gdzie prowadził życie lwa salonowego i cieszył się sławą mistrza szpady. Poprzez pojedynki popadał często w konflikt z prawem, co skutkowało licznymi pobytami w więzieniu. W 1794 roku ożenił się po raz pierwszy z Marie Anne Louise Chevalier, jednak małżeństwo nie trwało długo – Maria udawała ciążę i zdradzała męża. Dowiedziawszy się o tym Vidocq odebrał jej wszystkie oszczędności i wrócił do wojska.
Jesienią tego samego roku udał się do Brukseli, gdzie ponownie trafił do półświatka – utrzymywał się z oszustw. Wiosną 1795 roku przyjechał do Paryża, jednak nie mogąc zjednać sobie lokalnej kliki złodziei, wrócił na północ. W Brukseli związał się z Francine Longuet, lecz przyłapawszy ją z innym mężczyzną in flagranti dotkliwie pobił oboje, za co trafił do więzienia w Lille. Przez następne parę lat kilkukrotnie uciekał, był łapany i skazywany na dodatkowy wyrok.
W lipcu 1809 roku, podczas odsiadywania kolejnego wyroku, zdecydował się rozpocząć szeroko zakrojoną współpracę z policją. Z celi pomógł władzom w rozwiązaniu kilku spraw kryminalnych. Szef policji Jean Henry, zadowolony z jego zaangażowania, zainscenizował 25 marca 1811 roku ucieczkę Vidocqa. Vidocq trafił do paryskiego półświatka jako uciekinier i z tej pozycji rozwiązał kolejne sprawy.
Pod koniec 1811 roku Vidocq założył nieoficjalną organizację „Brygada Bezpieczeństwa” (fr. Brigade de la Sûreté). W 1812 roku ministerstwo spraw wewnętrznych uznało ją jako oficjalny organ podlegający paryskiej policji. 17 grudnia tego samego roku Napoleon Bonaparte utworzył dział kryminalistyki policji (fr. Sûreté Nationale) – w kadrach znaleźli się głównie byli kryminaliści osobiście wyciągani z więzienia przez Vidocqa.
Mimo wytężonej pracy dla policji, Vidocq był nadal ścigany za fałszerstwa i nieodsiedzenie wyroku – dopiero 26 marca 1817 roku prefekt policji Jules Angles poprosił króla Ludwika XVIII o jego ułaskawienie.
W listopadzie 1820 roku Vidocq ożenił się z Jeanne-Victoire Guerin – małżeństwo trwało 4 lata, zakończone śmiercią Jeanne. W tym czasie prefekta Anglesa zastąpił jezuita Guy Delavau – Vidocq był ciągle prześladowany z powodu sposobu pozyskiwania informacji (m.in. w domach publicznych i knajpach o słabej reputacji). Zrezygnował z pracy w 1828 roku.

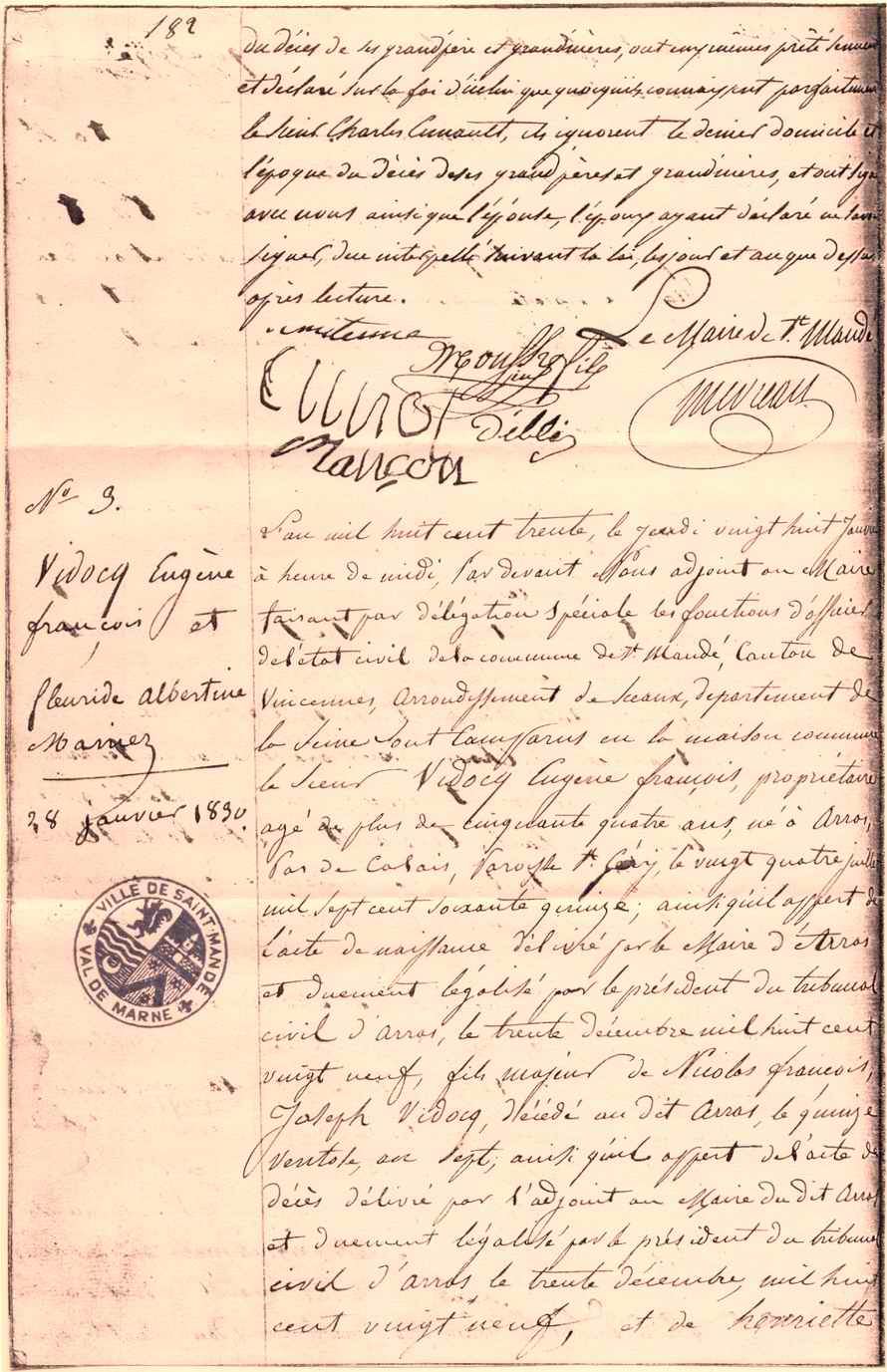
Akt ślubu

28 stycznia 1830 roku ożenił się po raz kolejny, tym razem z własną siostrzenicą Fleuride’ą Maniez – para zamieszkała w Saint-Mandé; tamże otworzył papiernię, w której zatrudniał byłych więźniów. Mimo zaangażowania przedsiębiorstwo zbankrutowało zaledwie rok później. Vidocq ponownie podjął współpracę z policją – doceniony za rozwiązanie prestiżowej sprawy włamania został mianowany przez nowego prefekta Henriego Gisqueta szefem oddziału kryminalnego. Mimo tego wokół jego osoby narosła fala krytyki, pojawiły się również oskarżenia o udział we wspomnianym włamaniu – 15 lipca 1832 roku, pod pretekstem choroby żony zrezygnował ze służby.
W 1833 roku założył prywatne biuro informacyjne (fr. Le bureau des renseignements) – pierwsze na świecie biuro detektywistyczne. Zatrudniał byłych więźniów, a ich nieortodoksyjne jak na tamte czasy metody pracy wywołały falę niechęci. Prędko znalazły się dowody na nieprawomyślne postępowanie Vidocqa – w wyniku przeszukania jego domu odnaleziono dokumenty świadczące o korupcji i licznych przestępstwach, za co Vidocq trafił do więzienia. Po kilku dniach został jednak zwolniony.
Lata 1842–1843 spędził w celi, na co wpływ mogła mieć rosnąca popularność jego biura detektywistycznego, na które nieprzychylnym okiem spoglądali wpływowi oficjele państwowi. Do wcześniejszego zwolnienia przyczynili się przyjaciele – hrabia Gabriel de Berny oraz prokurator Franck-Carre.

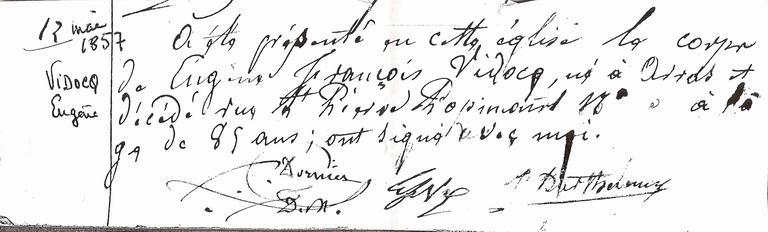
Wpis w rejestrze zgonów kościoła w Saint-Denis

We wrześniu 1847 roku umarła jego żona. Nie ożenił się ponownie, lecz żył z kolejnymi partnerkami w skromnych warunkach, gdyż z powodu błędnych inwestycji stracił wszystkie oszczędności. Podczas rewolucji lutowej 1848 roku wielokrotnie zmieniał stronnictwa, popierając tych, którzy dzierżyli ster władzy. Przeżył epidemię cholery w 1854 roku. Zmarł w 1857 roku, zaś o spadek po nim walczyło 11 kobiet.

Je l’aimais, je l’estimais… Je ne l’oublierai jamais, et je dirai hautement que c’était un honnête homme!
Tłumaczenie: „Lubiłem go, ceniłem go… Nigdy go nie zapomnę i mogę tylko rzec, iż był uczciwym człowiekiem!”